# Ramingining
Ramingining est une petite ville australienne située dans le nord de la Terre d'Arnhem (Territoire du Nord). Elle a été créée dans les années 1970, au moment où la mission de Millingimby devient saturée, rassemblant ainsi des centaines d'Aborigènes, notamment Yolngu.
La communauté de Ramingining a récemment participé à la création du film 10 canoës, 150 lances et 3 épouses de Rolf de Heer, à l'initiative de David Gulpilil, acteur originaire de Ramingining.